# 高田文之
高田 文之（たかだ ふみゆき、1946年（昭和21年）10月6日 - 2013年（平成25年）1月24日）は、北海道を中心に活動していたローカルタレント・歌手。本名での活動も一部行っていたが、一般的には愛称「Mr.デーブマン（ミスターデーブマン）」で知られている。

## 略歴・人物
東洋大学社会学部応用社会学科社会心理学専攻卒業。身長168cm、体重80kg。
元々は札幌の有線放送会社の社員だったが、番組への出演をきっかけに地元放送局HBC（北海道放送） へ出向。その後、会社を辞してタレントに転向した。
愛称のデーブマンとは、その体型から来たものとも、デビルマン（小悪魔）に由来する意味も含まれているとも言われている。
1970年代から1980年代にかけて、HBCラジオを中心として北海道内のラジオ・テレビ番組を長年担当し、一時代を築いた。
1981年にHBCラジオから降板後は、出演していた7年間に休みが1日もなかった反動から、一時海外を76都市ほど渡り歩いたこともあったという。
2012年2月2日、HBCラジオ「山ちゃん美香の朝ドキッ!」で開局60周年企画「HBCラジオアーカイブ・伝説のラジオ」にゲストとして招かれ、これがHBCラジオで放送された最後の声となった。
2013年1月24日、札幌市の自宅で脳梗塞により死亡しているのを、訪ねてきた知人により発見された。享年68（満66歳没）。
同年3月8日、高田が行きつけだった西区の飲食店で「偲ぶ会」が開かれ、元STV（札幌テレビ放送）の工藤準基、元HTB（北海道テレビ放送）の長谷川宏和ら、同時期に活躍したアナウンサーや高田を慕う後輩をはじめ、小橋亜樹など共演タレントや関係者が一堂に会し、故人の思い出を語りあいながら、高田も大好きだったカラオケ大会が盛大に行われた。

## 出演した主な番組・CM

### テレビ
- ザ・ベストテン（TBS） - HBCの初代リポーター（追っかけマン、及びラジオベストテン情報HBCラジオ担当
- エリザベス宝石（テレビショッピング、司会兼商品紹介役）
- サウンドクラブ1700（UHB）

### ラジオ
- ベストテンほっかいどう（HBCラジオ、1973年 - 1981年） - 1973年から1975年までは女性パーソナリティ・寺内真理とのコンビ“マリ&デーブマン”が人気だった。1975年から1981年の番組降板までは単独で担当。
- ダイナミックサタデー（HBCラジオ、1981年 - 1985年）

### CM
- 引越屋バンバン（歴代CM集）

## レコード
- 旅の終り - 北海道ユースホステルの歌 - （1979年、CBSソニー）「高田文之」名義